# Jenkins' waterhoren
De jenkins' waterhoren (Potamopyrgus antipodarum) is een zoetwaterkieuwslak uit Nieuw-Zeeland die zich wereldwijd in veel landen als exoot gevestigd heeft. Veel voorkomende synoniemen zijn: Hydrobia jenkinsi Smith, 1891 en Potamopyrgus jenkinsi (Smith, 1891).

## Naam
De soortnaam werd in 1843 ingevoerd door John Edward Gray (1800-1875) als Amnicola antipodarum. Door andere inzichten in de taxonomie is de soort later in het geslacht Potamopyrgus geplaatst. Als gevolg van deze naamswijziging worden auteursnaam en datum nu tussen haakjes gezet.

## Beschrijving

### Schelpkenmerken
Potamopyrgus antipodarum heeft een schelp met een hoogconische vorm, een spitse apex, tot 6 zwak bolle windingen met een matig diepe sutuur. De laatste winding beslaat ongeveer 3/4 van de totale schelphoogte. Hoewel het geen verwante soorten zijn, lijkt de schelp oppervlakkig op die van een wadslakje.
De navel is nauw of bedekt door een callus aan de columellaire zijde van de mondrand. De mondopening is ovaal, afgerond aan de onderkant en aan de bovenkant spits toelopend en neemt ongeveer de helft van de totale schelphoogte in beslag. De mondrand is niet verdikt, is continu en kan vooral aan de bovenkant iets van de voorgaande winding losraken. Het schelpoppervlak is matglanzend en glad. Net boven het midden van de winding loopt soms een kiel die zowel stomp als tamelijk kantig ontwikkeld kan zijn. De kiel hoeft niet op alle windingen aanwezig te zijn. De schelp van levende dieren is opaak en egaal bruin, geelachtig of wit gekleurd. De bruine kleur blijft bij lege schelpen nog lang bewaard. Het periostracum vormt soms haren die gerangschikt zijn in een spiraalband die even boven het midden over de schelp loopt. Deze band kan samenvallen met een eventueel aanwezige kiel.
Er is een hoornachtig operculum met een paucispirale opbouw.

### Afmetingen van de schelp
- Hoogte: tot 5,8 mm.
- Breedte: tot 3,0 mm.

De hoogte-breedteverhouding varieert en kan per populatie verschillen. Soms worden binnen één populatie twee duidelijk verschillende groepen van slanke en bolle exemplaren gevonden. Het is onduidelijk wat de betekenis daarvan is.

### Habitat en levenswijze
Potamopyrgus antipodarum leeft in diverse typen zoet water, in greppels, grote meren, beken en rivieren, in stilstaand en stromend water. Daarnaast verdragen de dieren een lichte verhoging van het zoutgehalte waardoor zij ook in brak water kunnen leven. De pH moet minimaal 6,3 zijn. De dieren zijn eurytherm en kunnen dus uiteenlopende temperaturen van 4-30 °C. verdragen. Lagere temperaturen dan 4 °C. worden slecht verdragen vooral als het zoutgehalte verhoogd is. De dieren worden op allerlei verschillend substraat aangetroffen: zand- en modderbodems, stenen, planten, houtresten. Als de waterbeweging (stroom en golfslag) gering is kunnen zij onderaan het wateroppervlak 'hangen'. De dieren kunnen tot honderdduizenden exemplaren per m2 voorkomen, vooral op zandbodems.
De dieren zijn detrituseters, daarnaast leven ze van levend plantaardig materiaal. Omdat de partikels groter zijn dan het geval is bij andere Hydrobiidae, zoals Ventrosia ventrosa, zijn zij geen voedselconcurrenten als verschillende soorten naast elkaar leven.
Potamopyrgus antipodarum is ovovivipaar en parthenogenetisch. Mannelijke dieren zijn zeer zeldzaam. Per jaar kan elk moederdier 80-200 jongen voortbrengen. In de broedzak kunnen zich embryo's van verschillende leeftijd (soms tot 40 individuen) bevinden die het moederdier verlaten bij een schelpgrootte tussen 0,35-0,4 mm en 1,25 windingen. Per jaar worden vaak twee generaties gevonden. De dieren groeien bij temperaturen boven 15 °C en zijn geslachtsrijp bij een schelpgrootte van 3,8 mm. Hoewel tweejarige dieren wel zijn waargenomen worden de meeste niet ouder dan 7 maanden. Van de overwinterende dieren maken de jongen uit de maanden juni-september het overgrote deel uit.
De parthenogenetische voortplanting maakt het onduidelijk wat de betekenis is van de gevonden verschillen in de schelpvorm: de dieren zijn immers genetisch gelijk. Mogelijk gaat het om klonen. Wat de taxonomische betekenis hiervan is, is nog niet duidelijk. Naast de grote ecologische tolerantie is de wijze van voortplanting waarschijnlijk debet aan het enorme succes bij de verspreiding van deze soort: er is immers slechts één dier nodig om een nieuwe populatie te vormen.

### Areaal
De soort is afkomstig uit Nieuw-Zeeland en werd in Europa voor het eerst gemeld in 1859 uit het brakke water van de Theems. Pas in 1889 werd zij als nieuwe soort Hydrobia jenkinsi beschreven. Lange tijd is de herkomst en de taxonomie onduidelijk gebleven maar inmiddels wordt algemeen aangenomen dat de soort met ballastwater uit Nieuw-Zeeland is meegekomen. Omdat dit een van de eerste (er waren eerdere zoals Lithoglyphus naticoides) nieuwkomers in de Europese zoetwatermolluskenfauna was, is de uitbreiding van de verspreiding over het continent goed gedocumenteerd. Thans komt Potamopyrgus antipodarum in het grootste deel van Europa voor en is zij, mogelijk vanuit Europa, ook naar andere werelddelen zoals Noord-Amerika als exoot verspreid.

### Fossiel voorkomen
De soort is als Potamopyrgus jenkinsi door diverse auteurs (sub)fossiel vermeld uit holocene afzettingen. Deze opgaven zijn alle onjuist gebleken.

### Opmerkingen
Over deze soort is enorm veel geschreven. Daarbij passeren de voortgaande verspreiding, de problemen rond de herkomst, het veronderstelde fossiele voorkomen in Europa, de taxonomie, de morfologie, de ecologie, de anatomie, de voortplanting.

## Afbeeldingen

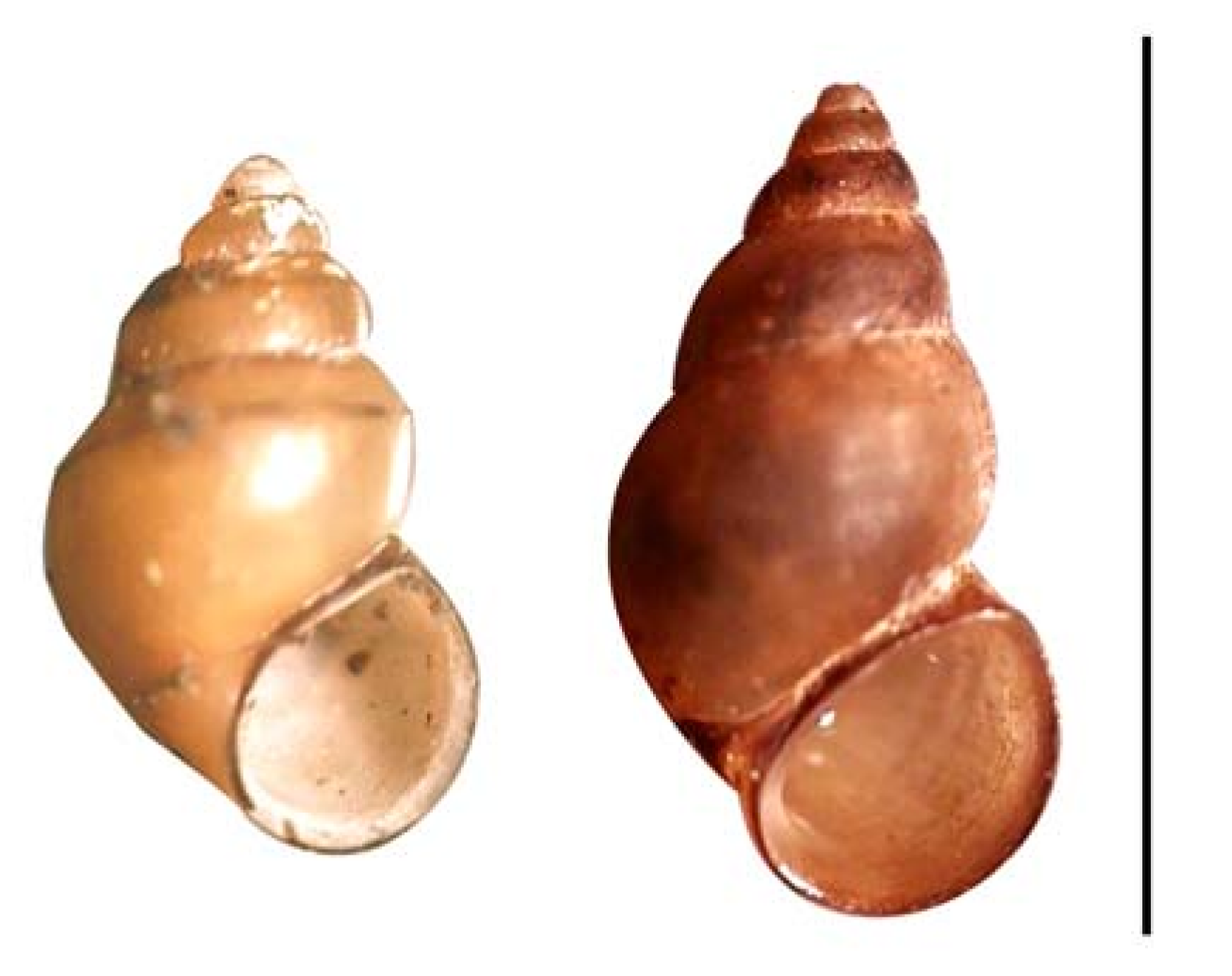
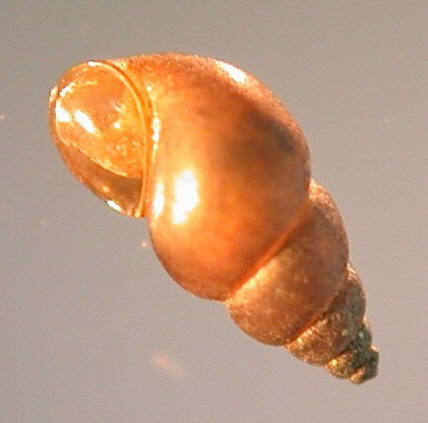